# Olga Modrachová
Olga Modrachová (mariée Davidová, née le 9 mai 1930 à Prague et morte le 30 janvier 1995 à Brno) est une athlète tchèque, spécialiste du saut en hauteur et des épreuves combinées, ayant représenté la Tchécoslovaquie. 
Elle remporte la médaille de bronze du pentathlon lors des championnats d'Europe 1950, à Bruxelles, et la médaille de bronze du saut en hauteur aux championnats d'Europe 1954, à Berne, où elle est devancée par la Britannique Thelma Hopkins et la Roumaine Iolanda Balaş.
Elle se classe 5e des Jeux olympiques de 1952 et 10e des Jeux olympiques de 1956.
Elle a été l'épouse du sprinteur Jiří David, décédé en 1997.